# Evangelische Kirche (Dürrn)

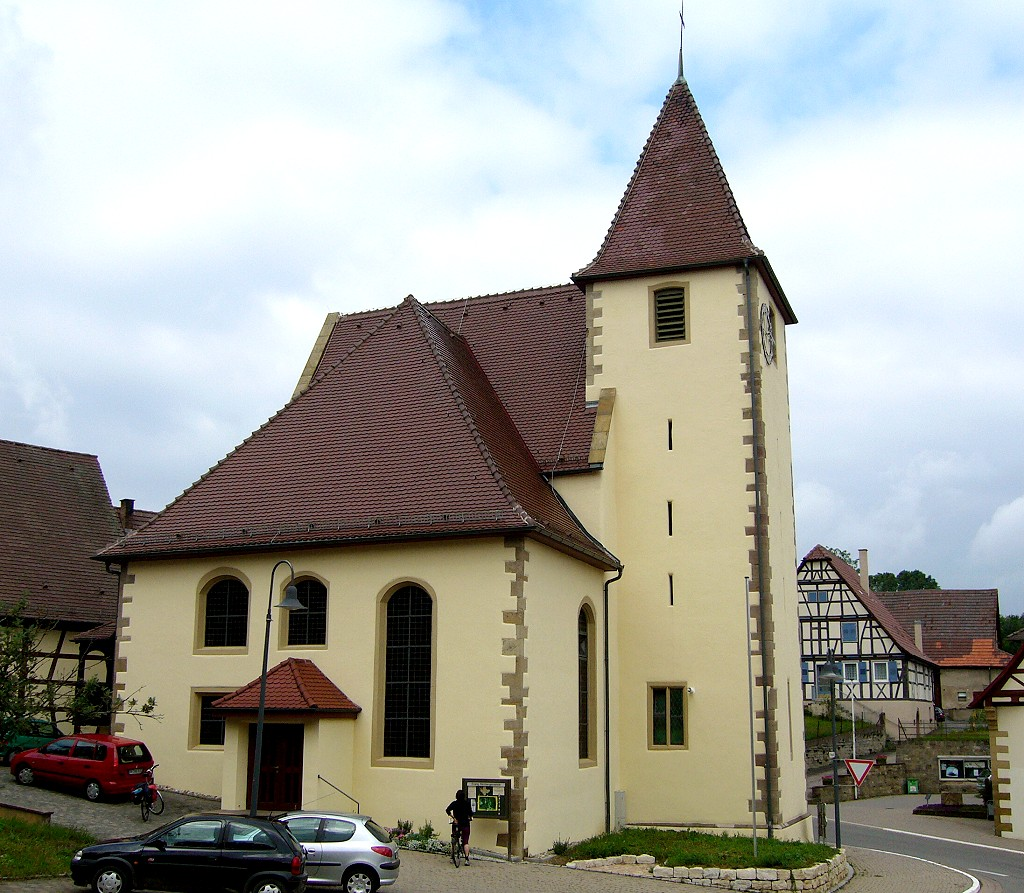
Evangelische Kirche in Dürrn

Die Evangelische Kirche in Dürrn, einem Ortsteil der Gemeinde Ölbronn-Dürrn im Enzkreis in Baden-Württemberg, wurde 1738 errichtet. Die Kirche ist ein geschütztes Baudenkmal.

## Geschichte
Dürrn gehörte lange Zeit als Filialgemeinde zur Pfarrei in Kieselbronn. Wann die erste Kapelle in Dürrn gebaut wurde, ist nicht bekannt. Im Jahr 1490 wird erstmals ein Kaplan genannt, als das Dorf das Recht zur Messfeier erhielt. Im 17. Jahrhundert wurde Dürrn eine eigene Pfarrei.

## Architektur
Der Turm der Kirche ist im Kern aus dem Mittelalter. Damals bestand vermutlich eine Wehrkirche, die mit einem Mauerring versehen war. Das Langhaus der heutigen Kirche wurde 1738 errichtet und in der Folgezeit wurde die Kirche mehrmals umgebaut. Die letzte Renovierung fand 1981/82 statt.

## Orgel
Die Orgel wurde im Jahr 2000 von der Orgelbaufirma Johannes Rohlf in Neubulach geliefert. Das Instrument verfügt über 16 Register, verteilt auf zwei Manuale und Pedal, darunter 3 Transmissionen im Pedal. Die Spiel- und Registertrakturen sind mechanisch.
| I Hauptwerk C–g3 |               |     |
| 1.               | Bordun        | 16′ |
| 2.               | Suavial       | 8′  |
| 3.               | Gedackt       | 8′  |
| 4.               | Octave        | 4′  |
| 5.               | Octave        | 2′  |
| 6.               | Mixtur II-III |     |

| II Hinterwerk C–g3 |            |        |
| 7.                 | Rohrflöte  | 8′     |
| 8.                 | Blockflöte | 4′     |
| 9.                 | Nasard     | 2 ⁄3′  |
| 10.                | Hohlflöte  | 2′     |
| 11.                | Terz       | 1 3⁄5′ |
| 12.                | Trompete   | 8′     |

| Pedalwerk C–f1 |           |     |
| 13.            | Subbass   | 16′ |
| 14.            | Octavbass | 8′  |
| 15.            | Flötbass  | 4′  |
| 16.            | Basson    | 16′ |

- Koppeln: II/I, I/P, II/P
- Effektregister: Glockenspiel (c0–d3), spielbar auf beiden Manualwerken; zwei Cymbelsterne (hoch und tief); Kanaltremulant